# コンラッド・バフ
コンラッド・バフ四世（英: Conrad Buff IV、1948年7月8日 - ）は、アメリカ合衆国の編集技師。
1985年以降、25本以上もの映画に携わる。映画『タイタニック』（1997年）の編集により、アカデミー編集賞とACEエディ賞を受賞した。これらの賞は共同編集者のジェームズ・キャメロンとリチャード・A・ハリスに対しても授与された。映画『13デイズ』の編集で、2000年のサテライト賞最優秀編集賞を受賞した。
アメリカ映画編集者協会の会員である。

## 生い立ち
絵本作家のバフ夫妻（イラスト担当コンラッド・バフ二世）の孫で、建築家コンラッド・バフ三世の息子としてロサンゼルスに生まれた。ロサンゼルスのイーグルロック高校に通った。パサデナ・シティ・カレッジで2年間学んだ後、アメリカ海軍に入隊した。ハリウッドにある海軍映画局で働きながら映画編集を学んだ。

## キャリア
民間におけるキャリアの初期おいては、『スター・ウォーズ エピソード5/帝国の逆襲』（1980年）から『ゴーストバスターズ』（1984年）まで、いくつかのヒット作で「視覚効果編集者」を務めた。『スター・ウォーズ エピソード6/ジェダイの帰還』（1983年）では編集助手として、編集者のショーン・バートンや監督のリチャード・マーカンドと仕事をした。編集として初めてクレジットされた作品は、マーカンドが監督した『白と黒のナイフ』（1985年、バートンと共同編集）であった。
キャリアのなかでも特に、『タイタニック』（1997年）を含むジェームズ・キャメロン監督の4作品の編集を担当したことで知られている。『アビス』（1989年、ジョエル・グッドマンと共同）の編集を担当し、『ターミネーター2』（1991年、マーク・ゴールドブラットやリチャード・A・ハリスと共同）の編集でアカデミー賞とアメリカ映画編集者協会賞にノミネートされた。その後、『トゥルーライズ』（1994年、『ターミネーター2』と同様にゴールドブラットやハリスと共同）で再びアメリカ映画編集者協会賞にノミネートされた。『タイタニック』においては、オスカー賞受賞に加えて、英国アカデミー賞 編集賞にもノミネートされた。
ロジャー・ドナルドソン監督の作品である『ゲッタウェイ』（1994年）、『スピーシーズ 種の起源』（1995年）、『ダンテズ・ピーク』（1997年、ティナ・ハーシュやハワード・スミスとの共同編集）、そしてサテライト賞最優秀編集賞を受賞した『13デイズ』（2000年）で編集を担当している。
『13デイズ』以降、アントワーン・フークア監督作である『トレーニング デイ』（2001年）、『ティアーズ・オブ・ザ・サン』（2003年）、『キング・アーサー』（2004年、ジェイミー・ピアソンと共同）、『ザ・シューター/極大射程』（2007年、エリック・シアーズと共同）の編集を担当し、2021年に至るまでさらに2本の映画の編集も務めている。
アメリカ映画編集者協会の会員に選出されている。

## フィルモグラフィ
IMDbに基づく。
| 公開年 | 邦題 原題                                                       | 監督                                      | 備考 |
| ------ | --------------------------------------------------------------- | ----------------------------------------- | --- |
| 1970   | Equinox                                                         | - Jack Woods - デニス・ミューレン         | |
| 1978   | 宇宙空母ギャラクティカ Battlestar Galactica                     | - リチャード・A・コラ - アラン・J・レヴィ | |
| 1980   | スター・ウォーズ エピソード5/帝国の逆襲 The Empire Strikes Back | アーヴィン・カーシュナー                  | |
| 1981   | レイダース/失われたアーク《聖櫃》 Raiders of the Lost Ark       | スティーヴン・スピルバーグ                | |
| 1982   | E.T. E.T. the Extra-Terrestrial                                 | スティーヴン・スピルバーグ                | |
| 1982   | ポルターガイスト Poltergeist                                    | トビー・フーパー                          | |
| 1983   | スター・ウォーズ エピソード6/ジェダイの帰還 Return of the Jedi  | リチャード・マーカンド                    | |
| 1984   | ゴーストバスターズ Ghostbusters                                 | アイヴァン・ライトマン                    | |
| 1984   | 2010年 2010: The Year We Make Contact                           | ピーター・ハイアムズ                      | |
| 1985   | 白と黒のナイフ Jagged Edge                                      | リチャード・マーカンド                    | |
| 1986   | 太陽の7人 Solarbabies                                           | アラン・ジョンソン                        | |
| 1987   | スペースボール Spaceballs                                       | メル・ブルックス                          | |
| 1988   | ショート・サーキット2 がんばれ!ジョニー5 Short Circuit 2        | ケネス・ジョンソン                        | |
| 1989   | アビス The Abyss                                                | ジェームズ・キャメロン                    | |
| 1990   | ビーチバレーに賭けた夏 Side Out                                 | Peter Israelson                           | |
| 1991   | ターミネーター2 Terminator 2: Judgment Day                      | ジェームズ・キャメロン                    | ノミネート — Academy Award for Best Film Editing Nominated — ACE Eddie Award for Best Edited Feature Film – Dramatic                                                                                       |
| 1991   | ラスト・ボーイスカウト The Last Boy Scout                       | トニー・スコット                          | |
| 1992   | ジェニファー8 Jennifer Eight                                    | ブルース・ロビンソン                      | |
| 1994   | ゲッタウェイ The Getaway                                        | ロジャー・ドナルドソン                    | |
| 1994   | トゥルーライズ True Lies                                        | ジェームズ・キャメロン                    | ノミネート — ACE Eddie Award for Best Edited Feature Film – Dramatic |
| 1995   | スピーシーズ 種の起源 Species                                   | ロジャー・ドナルドソン                    | |
| 1995   | バーチュオシティ Virtuosity                                     | ブレット・レナード                        | |
| 1997   | ダンテズ・ピーク Dante's Peak                                   | ロジャー・ドナルドソン                    | |
| 1997   | スイッチバック 追跡者 Switchback                                | ジェブ・スチュアート                      | |
| 1997   | タイタニック Titanic                                            | ジェームズ・キャメロン                    | アカデミー編集賞 ACE Eddie Award for Best Edited Feature Film – Dramatic Online Film & Television Association Award for Best Editing Satellite Award for Best Editing ノミネート — 英国アカデミー賞 編集賞 |
| 1999   | 隣人は静かに笑う Arlington Road                                 | マーク・ペリントン                        | |
| 1999   | ミステリー・メン Mystery Men                                    | キンカ・アッシャー                        | |
| 2000   | 13デイズ Thirteen Days                                          | ロジャー・ドナルドソン                    | Satellite Award for Best Editing ノミネート — Las Vegas Film Critics Society Award for Best Editing |
| 2001   | トレーニング デイ Training Day                                  | アントワーン・フークア                    | |
| 2002   | アントワン・フィッシャー きみの帰る場所 Antwone Fisher          | デンゼル・ワシントン                      | |
| 2003   | ティアーズ・オブ・ザ・サン Tears of the Sun                     | アントワーン・フークア                    | |
| 2004   | キング・アーサー King Arthur                                    | アントワーン・フークア                    | |
| 2005   | バッドタイム Harsh Times                                        | デヴィッド・エアー                        | |
| 2005   | ゲット・リッチ・オア・ダイ・トライン Get Rich or Die Tryin'     | ジム・シェリダン                          | |
| 2006   | セラフィム・フォールズ Seraphim Falls                           | デヴィッド・フォン・アンケン              | |
| 2007   | ザ・シューター/極大射程 Shooter                                 | アントワーン・フークア                    | |
| 2008   | ハプニング The Happening                                        | M・ナイト・シャマラン                     | |
| 2009   | ターミネーター4 Terminator Salvation                            | マックG                                   | |
| 2010   | エアベンダー The Last Airbender                                 | M・ナイト・シャマラン                     | |
| 2011   | 猿の惑星: 創世記 Rise of the Planet of the Apes                 | ルパート・ワイアット                      | |
| 2012   | スノーホワイト Snow White and the Huntsman                      | ルパート・サンダース                      | |
| 2016   | スノーホワイト/氷の王国 The Huntsman: Winter's War              | セドリック・ニコラス＝トロイアン          | |
| 2016   | モンスタートラック Monster Trucks                               | クリス・ウェッジ                          | |
| 2017   | アメリカン・アサシン American Assassin                          | マイケル・クエスタ                        | |
| 2018   | イコライザー2 The Equalizer 2                                   | アントワーン・フークア                    | |
| 2021   | インフィニット 無限の記憶 Infinite                              | アントワーン・フークア                    | |